# Данини, Майя Николаевна
Майя Николаевна Данини (урожд. Вологдина; 18 октября 1927, Новочеркасск — 22 февраля 1983, Ленинград) — русская советская писательница, прозаик. Член Союза писателей СССР.

## Жизнь и творчество
Родилась 18 октября 1927 года в городе Новочеркасске, в семье «петербургских интеллигентов Вологдиных». Жила в Ленинграде. В годы Великой Отечественной войны Майя Николаевна была сандружинницей, в блокадном Ленинграде жила до апреля 1942 года, потом была в  эвакуации, работала в Перми. В 1954 году окончила факультет русского языка и литературы Ленинградского педагогического института. Работала в средней школе учителем русского языка и литературы. Затем работала более 20 лет в редакции вещания для детей Ленинградского радиокомитета.
Литературной деятельностью занималась с 1966 года. Майя Николаевна первые свои очерки и рассказы напечатала в альманахе «Молодой Ленинград»: «Дождь и солнце» (1964), «Садострой» (1964), «Живые деньги» (1965), а первая её книга «Живые деньги» была опубликована в 1967 году. Майя Николаевна Данини в своих произведениях рассказывает о простых женщинах, об их заурядных судьбах.
В 1973 году была опубликована повесть «День рождения» — это повесть о детстве, написанная от первого лица. О своеобразии стиля Майи Николаевны критик Т. Хмельницкая писала: «Слова в фразе расставлены как будто наивно и неловко, но необыкновенно конкретно и точно, так, что крупным планом выступает главное, что хочет подчеркнуть говорящий».
Все её произведения — это бесконечный роман о прожитой жизни: довоенное детство, ужасы блокады, несколько поколений большой семьи, будни городской жизни, встречи на дальних дорогах. Т. Хмельницкая сказала об этом так: «Необыкновенная чувственная достоверность памяти заставляет нас непосредственно разделять с героиней физическую реальность ощущений каждой минуты жизни».
Автор рассказов и повестей: «Живые деньги. Повесть и рассказы» (1967), повестей «Будни и праздники» (1971), «Синий лес» (1973) и другие.
В 1976 году вышла повесть Данини «Два Новых года». Последняя повесть «Ладожский лед» была опубликована посмертно, в 1983 году.
Умерла Майя Николаевна Данини 22 февраля 1983 года в Ленинграде, похоронена на Ново-Волковском кладбище.